# وودزویل (نیویورک)
وودزویل (به انگلیسی: Woodsville) یک منطقهٔ مسکونی در ایالات متحده آمریکا است که در نیویورک واقع شده‌است. وودزویل ۸۰ نفر جمعیت دارد و ۱۹۶٫۹ متر بالاتر از سطح دریا واقع شده‌است.